# Serralada de l'Atles

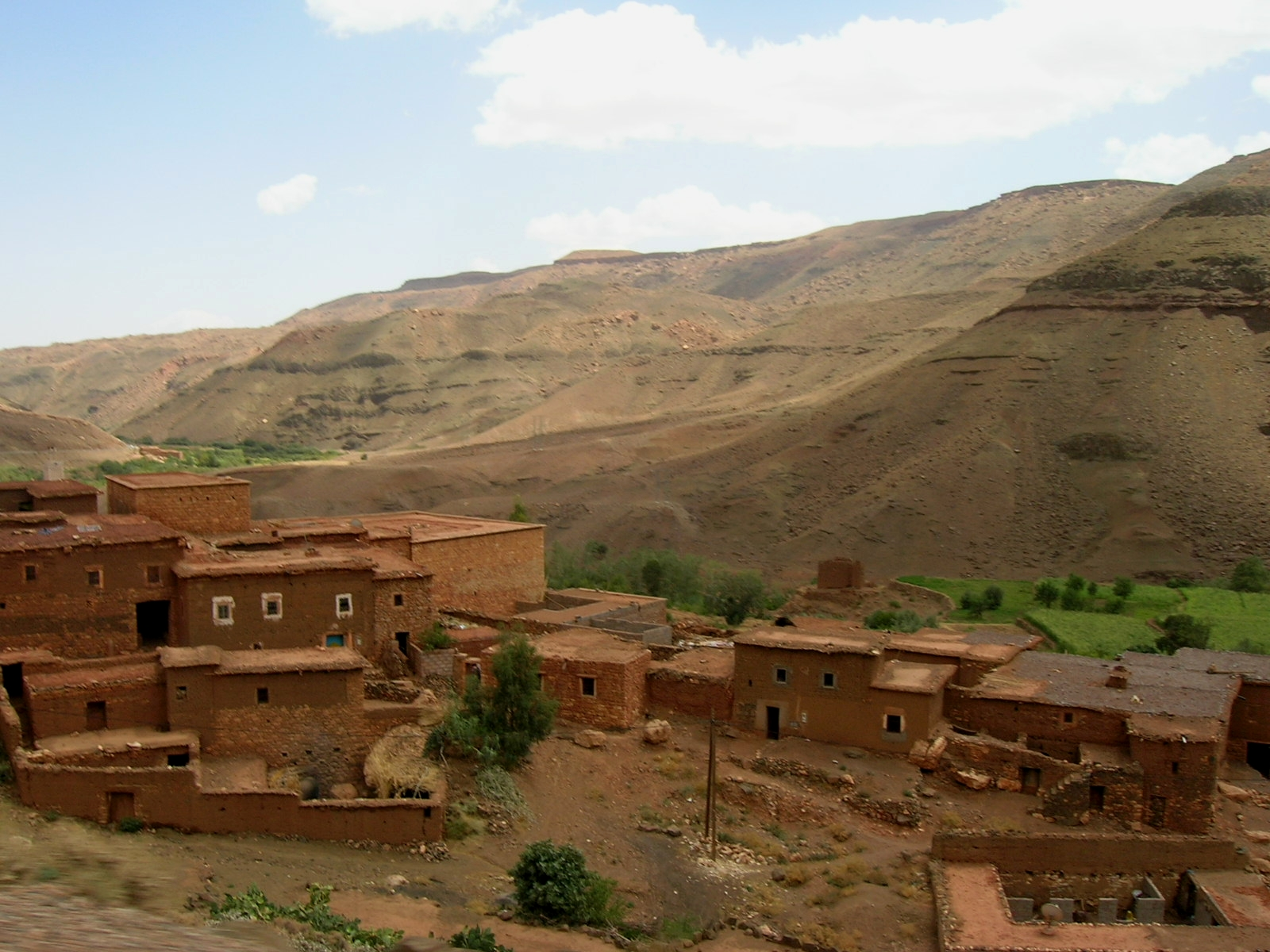
Petit poble de l'Atles situat a la ruta que uneix Marràqueix i Ouarzazate

La serralada de l'Atles/Atlas (amazic chelha: ⵉⴷⵓⵔⴰⵔ ⵏ ⵡⴰⵟⵍⴰⵙ, Idrarn n Waṭlas; amazic cabilenc: ⵉⴷⵓⵔⴰⵔ ⵏ ⵡⴰⵟⵍⴰⵙ, Idurar n waṭlas; àrab: جبال الأطلس, jibāl al-Aṭlas), massís de l'Atles/Atlas o simplement Atles/Atlas, és un sistema de serralades del nord d'Àfrica d'uns 2.700 km de llargada. El pic més alt és el Toubkal, de 4.167 m d'altitud, el qual es troba al sud-oest del Marroc. És l'únic exemple africà d'una formació muntanyenca alpina.
La serralada de l'Atles separa els litorals del Mediterrani i l'oceà Atlàntic del desert del Sàhara. La població de l'Atles és principalment d'ètnia amaziga. El terme per a designar muntanya i muntanyes en alguns idiomes amazics és adrar i adras, que es creu que està relacionat amb el topònim.
S'estén des del sud-oest al nord-est, i s'inclina progressivament sobre els tres països del Magrib: el Marroc, Algèria i Tunísia.
El seu nom evoca el mite grec del gegant Atles, condemnat per Zeus a sostenir sobre les espatlles la volta celeste. El seu punt culminant és el Djebel Toubkal (4.167 m).

## Toponímia
Segons una tradició de la mitologia grega, Perseu, que anava a la recerca de les pomes d'or de les filles d'Atles, guardades en un bell jardí custodiat per un drac. Va utilitzar el cap de Medusa per a convertir en pedra al Tità Atles, condemnat a subjectar l'arc del firmament, transformant-lo en muntanyes i les cadenes de les quals es diu que són les que van formar la serralada d'Atles en aquest llavors, d'aquí el seu nom. No obstant això, la denominació medieval sembla haver estat una altra. Per exemple en el Cantar de mio Cid (v. 1181-1182), es denomina a aquesta serralada Monts Clars: «Pel rei del Marroc van obviar a enviar amb el dels Monts Clars hi havia guerres tan grans».
Durant l'expansió de l'islam, els geògrafs àrabs consideraven l'extrem nord-oest de l'Atles com una illa situada entre la mar Mediterrània al nord i el desert àrid al sud. També esmentaven en les seves idees que aquesta illa s'aixecava contra el país muntanyenc d'Al Ándalus. Aquesta part del món era per a ells, els seus límits exteriors. D'altra banda, aquests geògrafs àrabs han estès el concepte de l'Atles cap a l'est, més enllà dels seus límits naturals.

## Període de formació de la serralada
Per entendre la formació de la serralada cal fer un cop d’ull a la creació de formacions geològiques, que es formen mitjançant la col·lisió de les plaques tectòniques, enormes plaques rocoses que es troben a l'interior de la esfera que coneixem com planeta terra.
Al colisionar les plaques es poden dur a terme diverses reaccions, la orogénesis que es la que produeix finalment les muntanyes i serralades, constitueix en que, al fregar les plaques, es forma una inmensa pressió i la roca compacte es veu impulsada cap a la superfície cada cop patint més pressió, augmentant la velocitat de desplaçament.
Finalment, al sortir a la superfície es creen les serralades i muntanyes tal com les coneixem.
La serralada té una extensió que abarca gran part de Marroc, Tunísia i Algèria i consta de 2500 quilòmetres de llargada aproximadament.
Degut a la seva enorme envergadura i gran erosió que ha patit, que es veu reflectida en pics destacats, valls molt profundes i un destacat pendent irregular, es creu que s’hauria format fa aproximadament 300 milions d’anys, durant l’era Paleozoica.

### Impacte històric i cultural de la serralada

#### Històric
El primer grup conegut que es va establir a les muntanyes de la serralada dels atles varen ser els berbers, un conjunt de grups ètnics procedents del Nord d’Àfrica. Avui en dia es divideixen per la costa mediterrània, desde Marroc fins a Egipte. Aquest grup va ser de gran importància ja que els seus descendents varen habitar la serralada i varen dur a terme events com els que comentaré posteriorment.
La serralada ha servit com a barrera o frontera, ja que antigament l’imperi romà va buscar expandir el seu domini dins la regió pero molts territoris van resultar impossible accés als romans degut al relleu de la muntanya, així doncs els berbers i d'altres tribus van mantenir el control d’algunes zones de les muntanyes. També va servir com a camí per rutes comercials, connectant el mediterrani i l’Àfrica subsahariana.
Un esdeveniment a remarcar és la conquesta del Rei Juba II de Mauritània de moltes zones de la muntanya, facilitant la incorporació de la serralada a la esfera d’influència romana.
Tanmateix, entre els anys 17 i 24 CE (Common Era) el líder Berber Tacfarinas Revolt va liderar una revolta contra el control romà al nord d’Àfrica.

#### Cultura
El que crida més l’atenció de la serralada a primera vista és el seu nom, atles, que recorda al tità de la antiga mitologia grega que va ser condemnat a soportar el pes del cel i la terra sobre les seves espatlles. Les muntanyes varen ser associades, antigament, amb la figura mitològica d’atles, donant de gran misticisme a la muntanya i els pobles que hi vivien.
Com a contrapart, els locals esmenten mites d’esperits i guardians, relacionant-los amb la sagrada serralada.
Els amazics tradicionals van dotar les muntanyes d’un esperit religiós, relacionat amb creences islàmiques.

## Geologia

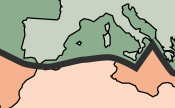
⁷Plaques Euroasiàtica i l'Africana, distingides per colors. El seu xoc va produir l'elevació de la serralada de l'Atles.

El basament de roca es va formar en el període Precambrià (fa uns 4,5 milers de milions d'anys). Primer es va formar l'Antiatles (en el paleozoic, fa uns 300 milions d'anys), com a resultant de la col·lisió dels continents. La serralada de l'Atles es va formar quan Àfrica i Amèrica van col·lidir; les restes d'aquesta col·lisió encara es poden veure a Amèrica en les muntanyes Apalatxes.
Durant el Mesozoic, hi va haver una segona fase de formació de les muntanyes.
Finalment, en el període terciari (entre -65 milions a -1,8 milions d'anys), es va acabar d'alçar l'Atles amb la col·lisió d'Àfrica i Europa pel sud de la península Ibèrica.
Aquests límits tectònics convergents es produeixen quan dues plaques llisquen una cap a l'altra formant una zona de subducció (si una placa es mou per sota de l'altra) i/o una col·lisió continental (quan les dues plaques contenen escorça continental). En el cas de la col·lisió Àfrica-Europa, és evident que la convergència tectònica és parcialment responsable de la formació de l'Alt Atles, així com del tancament de l'estret de Gibraltar i la formació dels Alps i els Pirineus.
Tanmateix, hi ha una manca d'evidència de la naturalesa de la subducció a la regió de l'Atles, o de l'engrossiment de l'escorça terrestre generalment associat a col·lisions continentals. Una de les característiques més sorprenents de l'Atles per als geòlegs és la relativa petita quantitat d'engrossiment de l'escorça i escurçament tectònic malgrat l'altitud important de la serralada. Estudis recents suggereixen que els processos profunds arrelats al mantell terrestre poden haver contribuït a l'elevació de l'Alt i Mitjà Atles.

### Recursos naturals
L'Atles és ric en recursos naturals. Hi ha jaciments de mineral de ferro, plom, coure, plata, mercuri, sal gema, fosfat, marbre, carbó antracita i gas natural entre altres recursos.

## Economia
El relleu accidentat de la serralada que ostenta degut a l’erosió dificulta extremadament la possibilitat de la activitat agrícola o ramadera, que és de vital importància per a la subsistència dels pobles amazics o berbers. Per tant, s’utilitza comunament la tècnica de la terrassa arrossera, que permet modificar el pendent del terreny en condicions adequades per al cultiu.
Tanmateix, per a la ramaderia s’utilitza una tècnica anomenada transhumància, que permet moure el bestiar o el ramat a diferents latituds o altituds depenguent de l'estació de l’any per gaudir de les condicions que requereix el ramat. La transhumància és necessària a les muntanyes de l’atles degut a les grans diferències de relleu de les que consta la regió. A l’estiu es mou el bestiar a altituds més altes i a l’hivern a valls, altituds més baixes.

## Subserralades de l'Atles

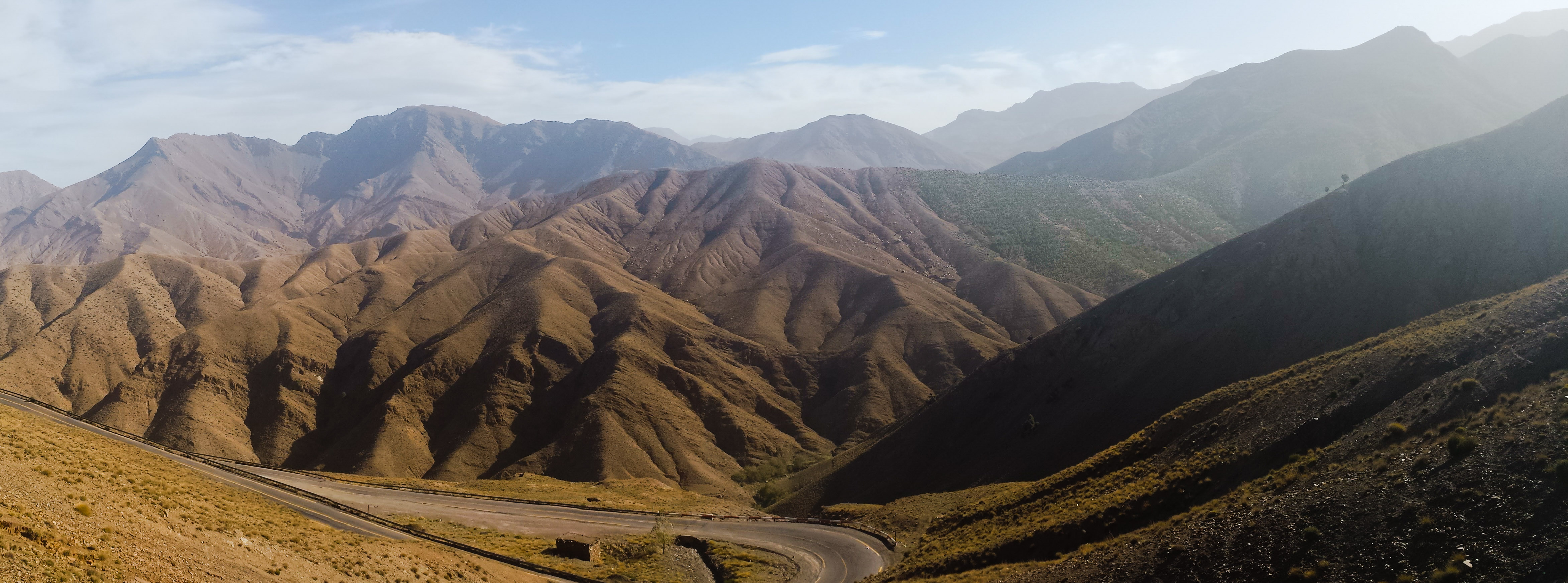
Vista de la serralada

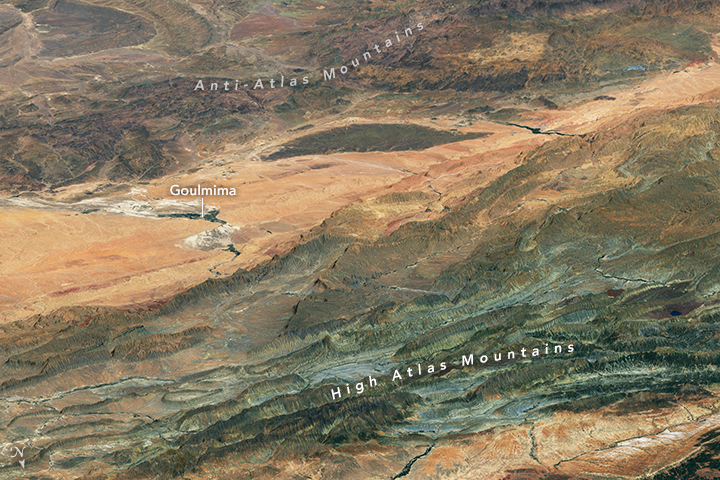
Fotografia per satèl·lit de l'Alt Atles i l'Antiatles. El nord es troba a la part inferior; la ciutat de Goulmima es pot veure al centre esquerre

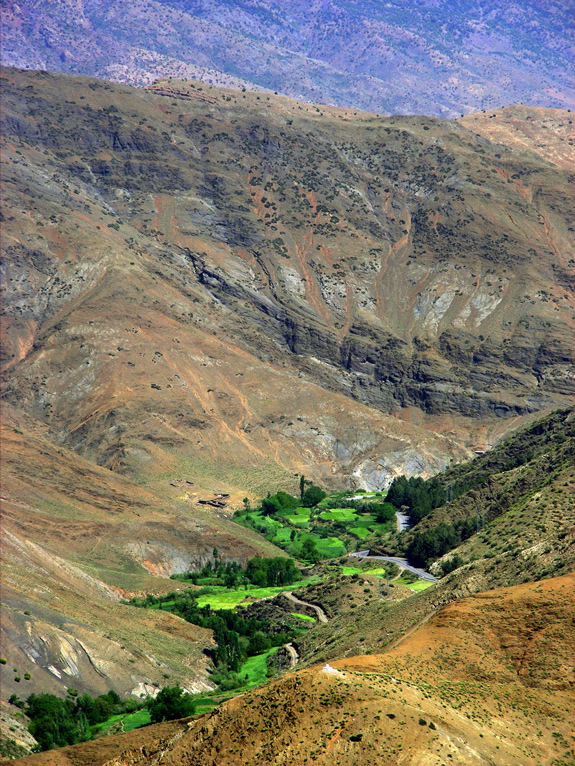
Alt Atles (Marroc)

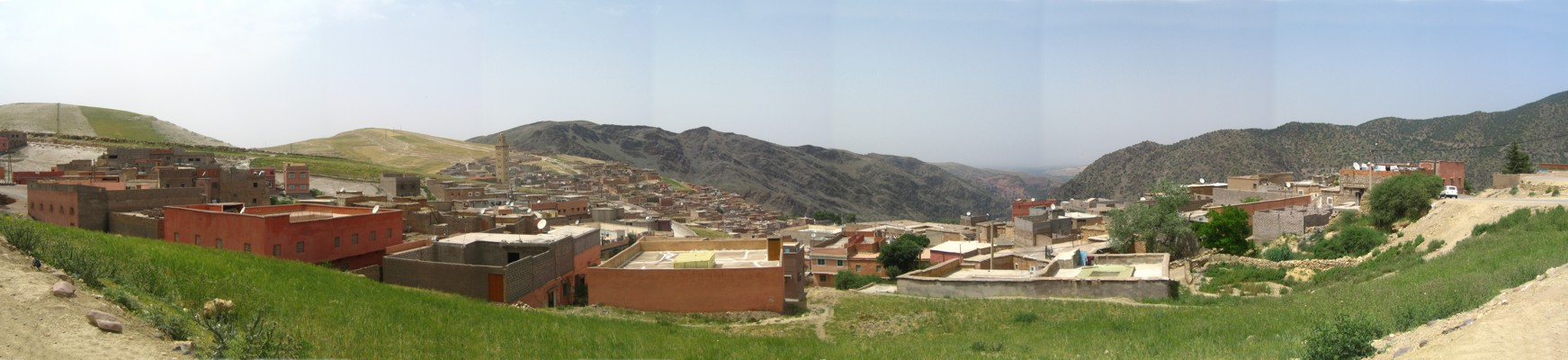
Vista panoràmica del típic poble berber de la part marroquina de l'Alt Atles

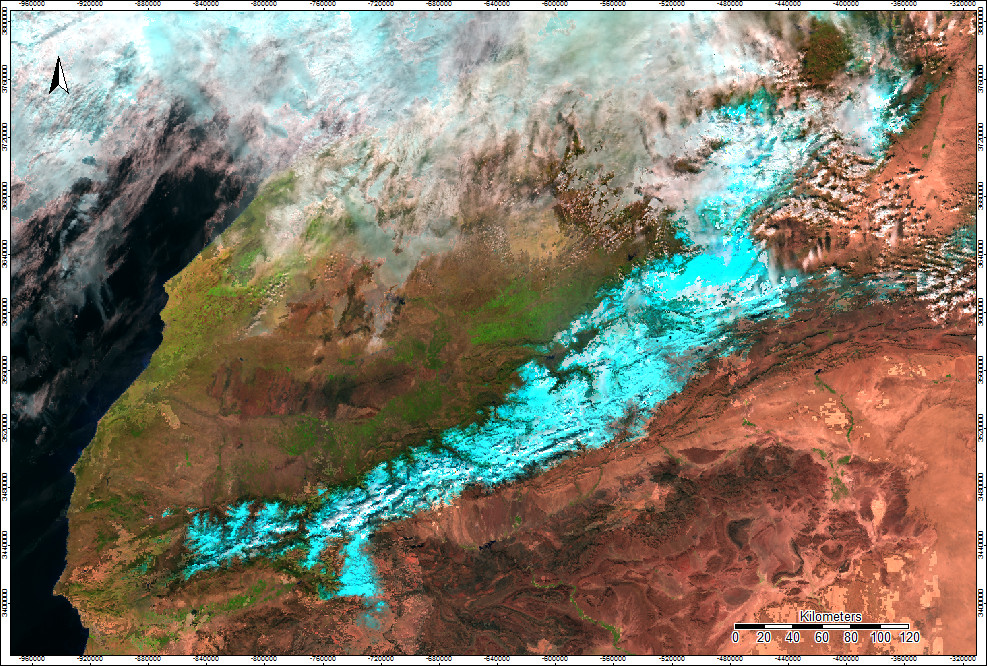
Neu a les muntanyes de l’Atles al Marroc el 9 de gener de 2018

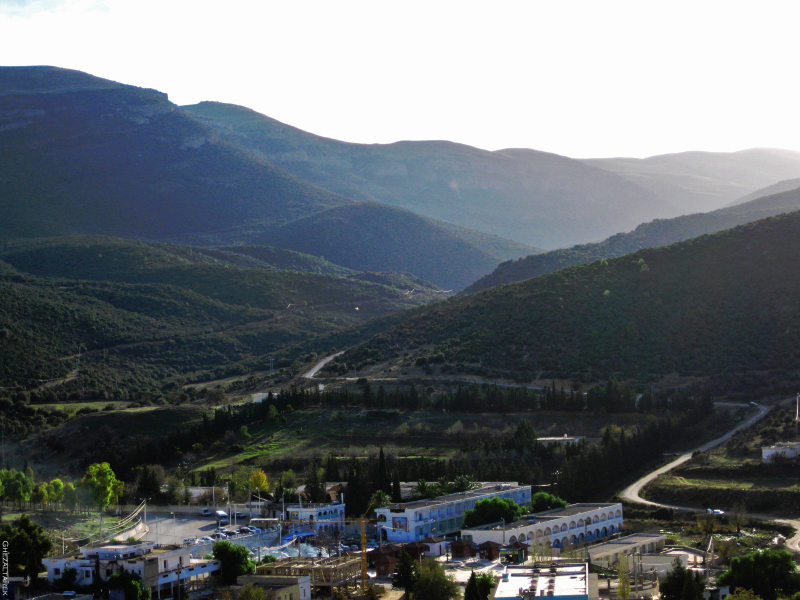
Muntanyes d'Aurés

Aquesta serralada es pot dividir en quatre regions d'oest a est: 
- Atles Mitjà, Alt Atles, i l'Antiatles o Petit Atles (Marroc)
- Atles Saharià (Algèria)
- Atles Tell (Algèria, Tunísia)
- Aurès (Algèria, Tunísia)

### Antiatles
L'Antiatles s'estén des de l'oceà Atlàntic al sud-oest del Marroc cap al nord-est fins als alts de Ouarzazate i més a l'est fins a la ciutat de Tafilalt (en total una distància d'aproximadament 500 quilòmetres). Al sud limita amb el Sàhara. El punt més oriental de l'Antiatles és la serralada Jbel Saghro i el seu límit nord està flanquejat per seccions de la serralada de l'Alt Atles. Inclou el Djebel Siroua, un massís d'origen volcànic amb el cim més alt de la serralada a 3.304 m. El Jebel Bani és un serralada més baixa que recorre la banda sud de l'Antiatles.

### Alt Atles
L'Alt Atles, al centre del Marroc, s'eleva a l'oest a la costa atlàntica i s'estén en direcció est fins a la frontera marroquina-algeriana. Té uns quants cims de més de 4.000 m, incloent el cim més alt del nord d'Àfrica, el Toubkal (4.167 m) i més a l'est l'Ighil M'Goun (4.071 m) el segon cim més important de la serralada. A l'Atlàntic i al sud-oest, la serralada cau bruscament i fa una transició cap a la costa i la serralada Antiatles. Cap al nord, en direcció a Marràqueix, la serralada baixa menys bruscament. Als alts de Ouarzazate, el massís està travessat per la vall de Draa, que s'obre cap al sud. Està habitada principalment per berbers, que viuen en petits pobles i conreen les altes planes de la vall d'Ourika.
Els pobles i ciutats més grans de la zona són Ouarzazate, Tahannaout, Amizmiz, Imlil, Tinmel i Ijoukak.

### Atles mitjà
L'Atles Mitjà es troba completament al Marroc i és la més septentrional de les principals serres de l'Atles. La serralada es troba al nord de l'Alt Atles, separat pels rius Muluia i Oum er Rebia, i al sud de les muntanyes del Rif, separades pel riu Sebou. A l'oest es troben les principals planes costaneres del Marroc amb moltes de les principals ciutats i, a l'est, l'altiplà àrid que es troba entre el Sàhara i el Tell Atles. El punt culminant de la serralada és el Jbel Bou Naceur (3.340m). L'Atles Mitjà experimenta més pluges que les serres del sud, cosa que el converteix en una important captació d'aigua per a les planes costaneres i important per a la biodiversitat. Allotja la majoria de la població mundial de macacos de Berberia.

### Atles saharià
L'Atles saharià d'Algèria és la part oriental de la serralada de l'Atles. La serralada és molt més imponent que la serralada Tell Atles que s’estén al nord i més a prop de la costa. El pic més alt de la serralada és el Djebel Aissa de 2.236 m d’alçada. Marca la vora nord del desert del Sàhara. Les muntanyes veuen algunes precipitacions i són més adequades per a l'agricultura que la regió de l'altiplà al nord. Avui en dia, la majoria de la població de la regió són amazics.

### Atles Tell

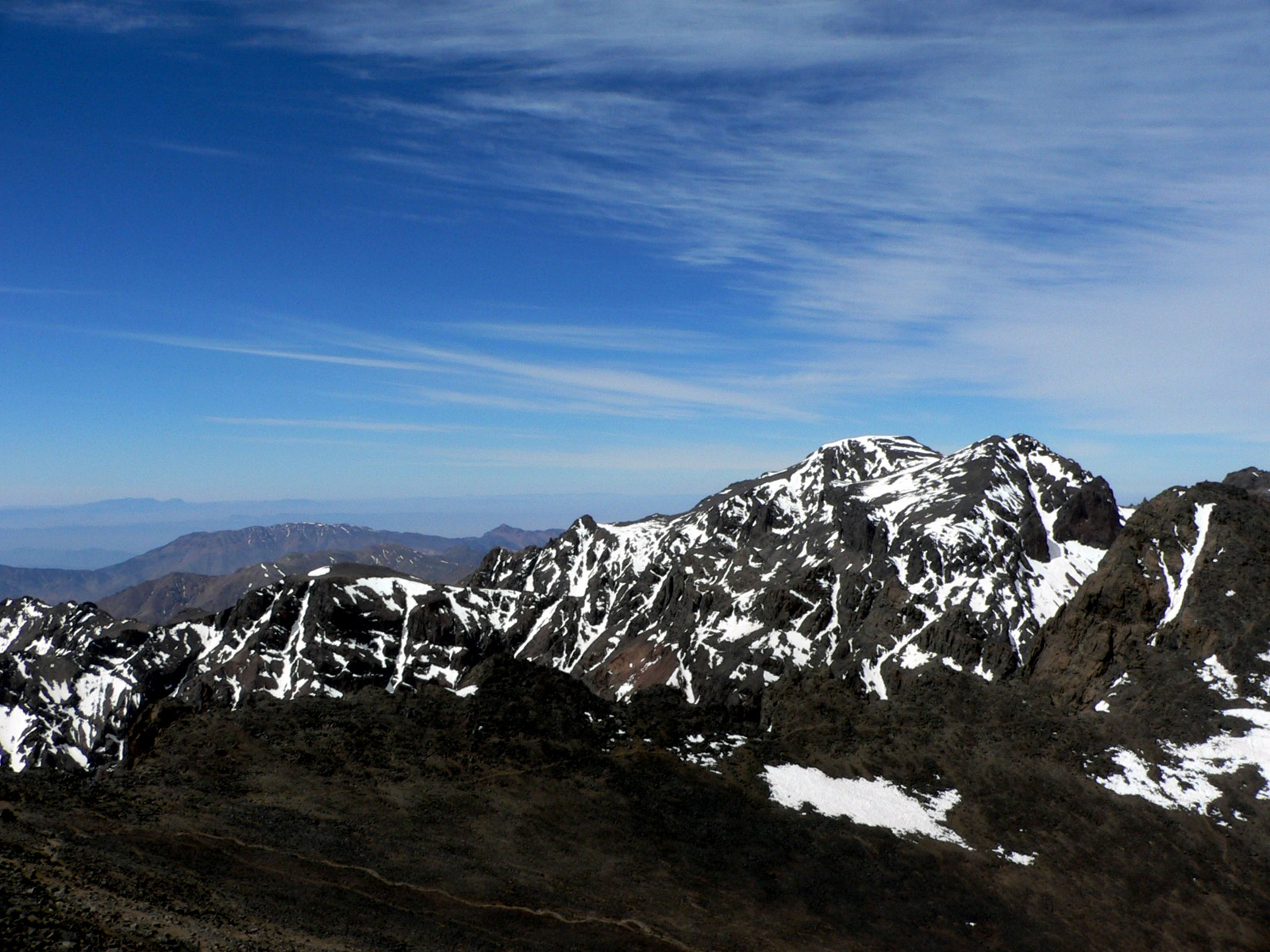
Muntanya Tubqal, pic més alt de l'Atles, en l'Alt Atles.

L'Atles Tell és una cadena muntanyosa de més de 1.500 quilòmetres de longitud, pertanyent a les serralades de l'Atles i que s'estén des del Marroc, passant per Algèria fins a Tunísia. És paral·lela a la costa mediterrània i forma la més septentrional de dues serres més o menys paral·leles que s’acosten gradualment cap a l'est. La més meridional de les dues serralades és l'Atles del Sàhara, i les dues es fusionen a l'est d'Algèria. Les muntanyes principals es troben a la regió de Cabília, el Djurdjura i Biban. El seu pic més alt és el Lalla Kredidja (2.308 m). L'extrem occidental de l’Atles Tell és a prop de la serralada de l’Atles mitjà al Marroc. La zona que es troba immediatament al sud de l'Atles Tell és l'altiplà de les Terres Altes (Hautes Plaines), amb llacs en època humida i salines en època seca.

### Aurès
Les muntanyes de l’Aurès són la part més oriental de la serralada de l’Atles. Cobreix parts d'Algèria i Tunísia. El pic més elevat és el Mont Xelia (Djebel Chelia), de 2.328 m. La regió natural de l'Aurès rep el nom de la serra.

## Flora i fauna
L'Atles és l'hàbitat de moltes espècies endèmiques, sovint amenaçades.
Entre els animals s'inclouen el macaco de Gibraltar (Macaca sylvanus), el lleopard de Berbería (Panthera pardus panthera), el cérvol de Berbería (Cervus elaphus barbarus), el arruí (Ammotragus lervia), gaseles de Cuvier (Gazella cuvieri), ibis eremita (Geronticus eremita), el senglar,la merla aquàtica (Cinclus cinclus) i l'escurçó de l'Atles (Vipera monticola). Alguns estan completament extints, però continuen sent icònics: l'ós de l'Atles (Ursus arctos crowtheri) única espècie d'ós africà, que va desaparèixer al final del segle xix, el lleó de l'Atles (Panthera leo leo) va desaparèixer de l'hàbitat salvatge en 1943 , l'elefant nord-africà que va ser usat per Anníbal en la Segona Guerra Púnica i el uro del nord d'Àfrica (Bos primigenius africanus), desaparegut des de l'antiguitat.
Les espècies d'arbres característiques són el cedre de l'Atles (Cedrus atlantica), pi salgareño de l'Atles (Pinus nigra subsp. Salzmannii var. Mauretanica) o el roure andalús (Quercus canariensis).

## Senderisme i xarxa de refugis

### Senderisme a la serralada de l'Atles
La serralada de l’Atles és una destinació destacada per al senderisme gràcies a la seva diversitat de paisatges i riquesa cultural. Les rutes de senderisme són variades, des de passejades suaus pels pobles berbers fins a ascensions a cims com el Djebel Toubkal, que amb 4.167 metres és el punt més alt del Marroc i de tota la serralada. L’ascensió comença habitualment al poble d’Imlil i passa pel refugi del Toubkal, a 3.207 metres, abans de la pujada final.
Aquestes rutes també ofereixen una oportunitat única per descobrir la cultura amaziga i la biodiversitat de la regió. Els camins, sovint marcats per la tradició i l’ús local, connecten pobles amb llocs naturals emblemàtics com gorges, valls o altiplans secs. En particular, els paisatges de l'Atles es caracteritzen per una flora i fauna adaptada a condicions extremes, com les altes altituds i la baixa humitat.
El senderisme a l’Atles contribueix significativament a l’economia local, especialment a través dels serveis que ofereixen els pobles de muntanya, com guies, menjars tradicionals i allotjaments. Això fomenta un model de turisme que beneficia directament les comunitats i afavoreix la preservació del medi ambient.

### Xarxa de refugis a la serralada de l'Atles
La xarxa de refugis a la serralada de l'Atles és limitada però funcional, amb opcions principalment concentrades en rutes populars com l’ascens al Toubkal o la travessa pel massís del Mgoun. Aquests refugis solen oferir instal·lacions bàsiques, com dormitoris compartits, zones de descans i àpats senzills. Un dels més coneguts és el refugi del Toubkal, que serveix com a base per als qui busquen assolir el cim més alt de la serralada.
En regions menys transitades, algunes alternatives inclouen cases rurals gestionades per les comunitats berbers locals. Aquestes opcions no només són un recurs per als senderistes, sinó que també fomenten un model de turisme sostenible, distribuint els ingressos entre zones menys freqüentades. A més, permeten una experiència més autèntica per als visitants, que poden conèixer millor les tradicions locals.
Tot i això, la manca de refugis en algunes zones més remotes fa imprescindible una planificació adequada. Per als excursionistes que volen explorar rutes menys conegudes, és recomanable portar equips de bivac i planificar bé els punts d’aigua i descans, sobretot a les rutes semidesèrtiques del sud de l’Atles.